# A Bormann-nak diktáltak
A Bormann-nak diktáltak (németül: Bormann-Diktate) címmel jelent meg az a könyv, amelynek tartalma Adolf Hitler különböző monológjai 1945. február 2-től 26-áig, melyeket titkára 1945. április 2-án gyorsírásban rögzített és feldolgozott. Néhány történész kétségbe vonja az anyag autentikus voltát. Mások viszont megbízhatónak tartják, akkor is, ha nem zárják ki a Bormanntól származó rövidítések és korrektúrák létét.

## Megjelenése
François Genoud, szélsőjobboldali svájci bankár, aki náci bűnösök támogatójaként és mint holokauszttagadó tűnt ki, előbb francia, később angol nyelven kiadta a Bormannak diktáltakat. 1981-ben jelent meg ennek német fordítása  Hitler politikai végrendelete elő-címmel, Hugh R. Trevor-Roper történész esszéjével és André François-Poncet utószavával. A német elő-címet néhány recenzió írója hozta használatba.

## Tartalma
Eltérően nyilvános beszédeitől Hitler a Bormann-Diktatumokban első szám első személyben beszél és egyben leplezetlenül szól a politikai céljairól, melyeket előzőleg szándékosan próféciáknak kendőzött el retorikájában. Így példaként ezt mondta Bormann-nak: ha ő a háborút megnyerné, akkor a világ-zsidóságnak véget vetne, halálos csapást mérne rá. Itt található meg a következő kijelentés is: "Kiirtottam a zsidókat."

## Fordítás
- Ez a szócikk részben vagy egészben  a   Bormann-Diktate című német Wikipédia-szócikk ezen változatának fordításán alapul.  Az eredeti cikk szerkesztőit annak laptörténete sorolja fel. Ez a jelzés csupán a megfogalmazás eredetét és a szerzői jogokat jelzi, nem szolgál a cikkben szereplő információk forrásmegjelöléseként.